# Glas-leac Mòr
Pour les articles homonymes, voir Glas-leac.
Glas-leac Mòr est une île du Royaume-Uni située en Écosse et faisant partie des Îles Summer.